# Аргирол
Аргирол (англ. Argyrol) — слабый антисептик широкого спектра действия, соединение белка с серебром. Широко использовался в первой половине XX века, был самым эффективным средством того времени, в частности, при гонорее. Использовался в офтальмологии. В ограниченной степени применяется и в настоящее время.

## История
Аргирол был разработан в 1900 году Альбертом Барнсом и Германом Хилле (нем. Hermann Hille) в Гейдельбергском университете и запатентован в 1902 году. Производился компанией A.C. Barnes Company. Именно доход от этого лекарства стал источником крупного капитала Барнса, который позволил ему собрать одну из крупнейших частных художественных коллекций живописи (сейчас Фонд Барнса). В 1929 году компания была продана другой фармацевтической компании Zonite Products Corporation (с 1955 года Chemway Corporation, позже была разделена на несколько подразделений).

## В литературе
- В детективном романе «С прискорбием извещаем» Рекса Стаута бутылочка с Аргиролом стала орудием убийства:

Дэниел замялся. 

– У меня привычка… Я оплачиваю векселя с большим запозданием… 

– С этим векселем такого не произойдет. Я позабочусь. Что такое аргирол? 

– Аргирол? Ну… это соединение серебра с белком. 

– Он оставляет пятна, похожие на пятна от йода. В нем могут жить столбнячные палочки? 

Дэниел задумался. 

– Полагаю, что могут. Он значительно слабее… 

Вульф нетерпеливо помотал головой. (Глава 4)